# サードレール (政治用語)
サードレール（third rail、「第三軌条」の意）はアメリカで用いられる言葉。議員や公務員が切り出すと常に物議を醸し非難されるような政策。電車の線路には、一部の地下鉄など電力を供給するために軌道脇に通電したレール（第三軌条）を設けているものがある。これに触れて感電することになぞらえ、非難を浴び政治的な地位を失いかねない政策をサードレールと呼ぶ。アメリカ以外にも（サードレールと呼ばれることはないが）同様の政策は各国に存在し、たとえば下記のうちの「社会保障の削減」「規制の対象になっている化学物質（麻薬の類）の合法化」は日本でも同様に政治的地位を失いかねない政策である。

## アメリカのサードレールの例
- 増税
- 社会保障の削減
- 警察への財政援助の削減
- 国家による身分証明書の義務付け
- イスラエルへの援助の削減
- 規制の対象になっている化学物質（麻薬の類）の合法化
- 犯罪を人種と結びつけること